# Toivo Salonen
Toivo Kostia Salonen (* 21. Mai 1933 in Pälkäne; † 28. Oktober 2019 in Muhos) war ein finnischer Eisschnellläufer.

## Karriere
Salonen nahm viermal an Olympischen Spielen teil. Erstmals ging er 1952 in Oslo über 500  und 1500 Meter an den Start, blieb aber ohne Medaille. Bei den Olympischen Spielen 1956 gewann Salonen über 1500 Meter hinter den zeitgleichen Jewgeni Grischin und Juri Michailow die Bronzemedaille. Über 500 Meter belegte er den fünften, über 10.000 Meter den 24. Platz.
Im Jahr 1959 gewann er bei der Mehrkampf-Weltmeisterschaft die Silber- und bei der Europameisterschaft die Bronzemedaille.
1960 in Squaw Valley startete er erneut über 1500 und 5000 Meter. Über beide Distanzen wurde er Siebter. Bei den Olympischen Spielen 1964 in Innsbruck landete er abgeschlagen auf Platz 23 über 500 Meter und trotz persönlicher Bestzeit auf Platz 21 über 5000 Meter.
Salonen wurde insgesamt sechsmal Landesmeister im Mehrkampf.

## Persönliche Bestzeiten
| Strecke  | Zeit        | Datum            | Ort          |
| -------- | ----------- | ---------------- | ------------ |
| 500 m    | 40,9 s      | 24. Februar 1960 | Squaw Valley |
| 1000 m   | 1:29,2 min  | 17. März 1957    | Rovaniemi    |
| 1500 m   | 2:09,4 min  | 30. Januar 1956  | Misurinasee  |
| 3000 m   | 4:49,2 min  | 13. März 1965    | Rovaniemi    |
| 5000 m   | 8:10,2 min  | 5. Februar 1964  | Innsbruck    |
| 10.000 m | 17:04,2 min | 15. Februar 1963 | Tampere      |